# サーモキング
サーモキング（英語：Thermo King）はアメリカ合衆国の冷凍・冷蔵機器メーカー。アメリカのインガソール・ランド（Ingersoll-Rand Plc）の一部門であったが、現在はトレイン・テクノロジーズの傘下企業である。

## 概要
インガソール・ランド社の一部門として、ミネソタ州ミネアポリスに本社を置き、車載・コンテナ用冷凍・冷蔵装置において全世界で高いシェアを誇る。日本法人の本社は東京都品川区。主力商品は貨物自動車（トラック）や海上コンテナの冷凍・冷蔵装置、バス用のエア・コンディショナー（空調機器）で、売上高12億ドル（約2560億円、2000年度）のうち75%近くはトラックやコンテナ用の冷凍・冷蔵装置が占めている。シンボルマークは王冠の中に黒のTと青のKを重ねたもの。
2020年アイルランドの空調機大手企業トレーン・テクノロジーズ（旧:Ingersoll-Rand plc社）とアメリカのインガソール・ランド（旧:Gardner Denver Inc.）は合併し、インガーソール・ランド インコーポレイテッド（Ingersoll Rand Inc.）となり、現インガソール社は産業機械の製造を主に行っており、旧インガソール社の空調機部門であったサーモキングはトレーン・テクノロジーズの子会社となっている。

## 略歴

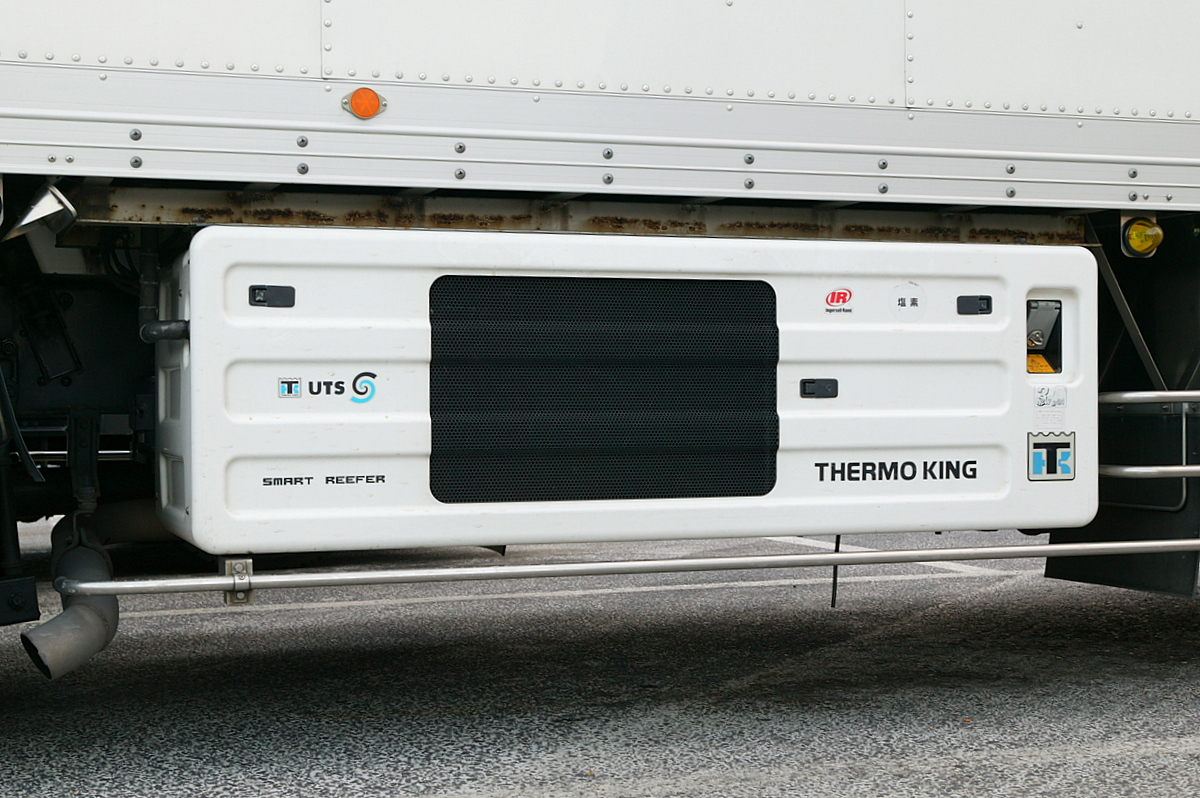
トラックに搭載されたパネルバン用冷蔵ユニット（サーモキング・スマートリーファー）

- 1938年 - ジョセフ・ヌメロとフレデリック・ジョーンズにより創業、冷蔵トラックの特許を取得
- 1942年 - 小型冷蔵装置をアメリカ軍に納入。食糧の輸送・貯蔵のほか野戦病院の空調にも用いられた。
- 1950年代 - ゴルフカートやショッピングカート、学校の机なども製造。
- 1958年 - ディーゼルエンジン駆動の冷蔵装置を開発。ガスエンジンよりも高い耐久性を確保した。
- 1960年代 - 自動車用エアコンを開発
- 1970年代 - アイルランドに工場を新設、欧州・中東・アフリカ・オーストラリア・アジアに進出
- 1980年代 - スペインに合弁企業を設立
- 1991年 - ジョセフ・ヌメロとフレデリック・ジョーンズ、ブッシュ大統領よりテクニカル・アワード・メダルを贈られる。（ジョーンズはアフリカ系アメリカ人初の受賞者となる）
- 1992年 - マイコン制御の冷蔵装置“ThermoGard MP-IV”を発表
- 1997年 - インガソール・ランド社のグループ企業となる
- 2003年 - 摂氏マイナス35度まで冷却できる冷凍装置ユニット「マグナム」を開発

## 日本におけるサーモキング
- 1963年1月 - 日本航空の子会社として東洋サーモコントロール設立、日本国内における輸入・販売・アフターサービスを開始した。その後、三菱商事が出資し、最終的に東洋サーモコントロールは三菱商事の100%出資子会社となる。
- 2000年2月 - ゼクセル・コールドシステムズとサーモキングがバス用エアコンおよび車載用冷凍装置事業で事業統合が発表
- 2003年5月1日ゼクセルコールドシステムズと同年6月に東洋サーモコントロールがインガソール・ランドに買収された。ゼクセル・コールドシステムズはサーモキング株式会社に、東洋サーモコントロールはインガソール・ランド株式会社サーモキング事業部となった。
- 2010年1月1日サーモキング株式会社はインガソール・ランド株式会社に吸収され、インガソール・ランド株式会社サーモキング事業部に統一された（同日でインガソール・ランド・アイティーエス株式会社を分割）。
- 東洋サーモコントロールの本社があった神奈川県伊勢原市鈴川36番地は、菱重コールドチェーンのサービス本部となっている。
- 2020年4月1日付で、インガソール・ランド株式会社からサーモキング・ジャパン株式会社に商号を変更した[1]。